# Werner Lutz
Werner Lutz (* 25. Oktober 1930 in Heiden AR oder Wolfhalden; † 17. Juli 2016 in Basel) war ein Schweizer Dichter, Maler und Grafiker.

## Leben und Wirken
Werner Lutz wurde 1930 im Kanton Appenzell Ausserrhoden geboren. Er lebte und arbeitete zuletzt in Basel und in Binningen.
Von Rainer Brambach wurden ihm die Texte von Georg Trakl, Franz Werfel und Georg Heym nahegebracht. Auch Werke von Silja Walter beeindruckten ihn. Schon als 25-Jähriger fand er – trotz eigenen Widerstandes – mit seinen Gedichten Aufnahme in die Junge-Lyrik-Anthologie des Hanser Verlags, wo auch Hans Magnus Enzensberger und Günter Grass vertreten waren.
Werner Lutz galt als scheuer Autor. Bereits 49 Jahre war er alt und durch seine Gedichte in Anthologien und Literaturzeitschriften ein bekannter Lyriker, als er 1979 bei Suhrkamp seinen ersten Gedichtband veröffentlichte: «Ich brauche dieses Leben». Fast ein Dutzend Bände im Suhrkamp Verlag und im Ammann Verlag mit Gedichten und lyrischer Prosa folgten. „Die Gedichte wurden knapper, und zugleich blieb es immer ein Rätsel, was alles darin Platz hatte – und wie viel Raum beim Lesen dennoch blieb. … Werner Lutz brauchte wenige Worte, um die Welt für einen Augenblick in ein anderes, ungewöhnliches Licht zu tauchen.“
Eine Werkausgabe erschien im Frauenfelder Waldgut Verlag. Zu Werner Lutz’ 80. Geburtstag erschien ein Band mit 30 seiner Gedichte samt je einem Beitrag verschiedener Autoren. Unter diesen sind Kurt Aebli, Bettina Balàka, Michael Braun, Beat Brechbühl, Rolf-Bernhard Essig, Urs Faes, Christian Haller, Anton G. Leitner, Klaus Merz, Michel Mettler, Andreas Neeser, Walle Sayer und Eva Christina Zeller.
An den 33. Solothurner Literaturtagen 2011 gestaltete er eine Lesung gemeinsam mit dem am Klavier improvisierenden Rudolf Lutz.

## Auszeichnungen
- 1989: Werkbeitrag der schweizerischen Kulturstiftung Pro Helvetia[7]
- 1992: Preis der Schweizerischen Schillerstiftung
- 1996: Literaturpreis der Stadt Basel und Auszeichnung der Kulturstiftung des Kantons Appenzell Ausserrhoden
- 1997: Werkbeitrag der schweizerischen Kulturstiftung Pro Helvetia
- 2010: Basler Lyrikpreis[8]

## Werke (Auswahl)
- Rainer Brambach / Werner Lutz / Hans Werthmüller. Basler Texte Nr. 3. Basel, Pharos Verlag 1970.
- Ich brauche dieses Leben. Gedichte. Suhrkamp, Zürich/Frankfurt am Main 1979. ISBN 978-3-250-10168-0.
- Flusstage. Gedichte. Ammann, Zürich 1992. ISBN 978-3-250-10168-0.
- Die Mauern sind unterwegs. Gedichte. Amman, Zürich 1996, ISBN 978-3-250-10290-8.
- Werkreihe/Werkausgabe: Verlag Waldgut, Frauenfeld
  - Nelkenduftferkel. Gedichte. 1999. 2002. 2013. ISBN 978-3-7294-0264-5.
  - Hügelzeiten. Erzählung. 2000. 2006. ISBN 978-3-03740-289-4.
  - Schattenhangschreiten. Gedichte. 2002. ISBN 978-3-7294-0329-1.
  - Farbengetuschel. Frühe Gedichte. 2004. 2006. ISBN 978-3-7294-0346-8.
  - Bleistiftgespinste. Aufzeichnungen. 2006. ISBN 978-3-03-740359-4.
  - Kussnester. Gedichte. 2009. 2010. 2011. ISBN 978-3-03-740395-2.
  - Treibgutzeilen. Gedichte. 2013. ISBN 978-3-03740-079-1.
  - Die Ebenen meiner Tage. Gedichte im Dialog. 2015. ISBN 978-3-03740-243-6.
- Zuckersalzwind. Viganello, Alla Chiara Fonte 2013.
- Eine Hand voll Wind. Hinterlassene Lyrik und Prosa. Basel, Mäd Books 2018. ISBN 978-3-906172-07-1.

## Ausstellungen
- 2008: Föhnstreifen festbinden. Galerie Franz Mäder, Basel.[9]
- 2005: Galerie die Aussteller, Basel.[10]
- 1994: Bilder und Zeichnungen aus verschiedenen Zeiten. Galerie Ringmauer, Murten.